# Rovere (araldica)
In araldica il termine rovere indica un particolare tipo di quercia, che presenta i rami incrociati in decusse, talora anche ridecussati.

D'azzurro, alla rovere d'oro sradicata, ghiandifera e con i rami passati in doppia croce di Sant'Andrea (famiglia Della Rovere)
D'argento, al rovere al naturale (Chêne-Bougeries, Svizzera)
Rovere d'oro, coi rami decussati e ridecussati (Monastero Bormida)
Rovere d'oro (Provincia di Pesaro e Urbino)
Nel capo, rovere d'argento, fruttato d'oro (Stemma dell'Arma dei Carabinieri)

Nell'araldica civica italiana il termine rovere viene spesso utilizzato per indicare proprio la pianta di questo nome, e non la caratteristica rappresentazione araldica.

Rovere al naturale (Roverchiara)
Rovere al naturale (Roveredo di Guà)